# Honda CRX
La Honda CRX fu un'autovettura coupé, prodotta dalla casa automobilistica giapponese Honda dal 1983 al 1991 con la semplice sigla "CRX" e dal 1992 al 1998 come Honda CRX del Sol.

## Prima generazione
La prima versione venne presentata sul mercato interno giapponese nel 1983 come Honda Ballade Sports CR-X
La vettura, a trazione anteriore, era innovativa per gli anni ottanta e derivava dal modello Honda Civic; era equipaggiata di un propulsore con singolo albero a camme e 12 valvole da 1 488 cm³ erogante 100 CV a 5.800 giri con un peso di 825 kg. La velocità massima era di 190 km/h.
Della CRX venne creata anche una versione preparata dalla Mugen nel 1984. Questo modello era dotato di un nuovo kit aerodinamico, interni sportivi e ogni componente meccanica era stata potenziata fin nei minimi dettagli.

## Seconda generazione

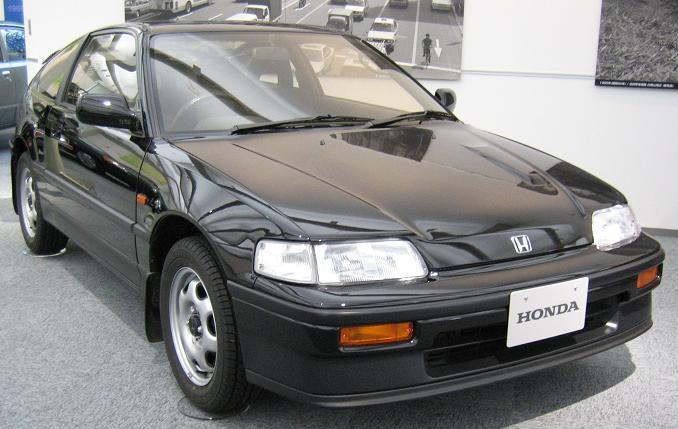
La CR-X del 1987

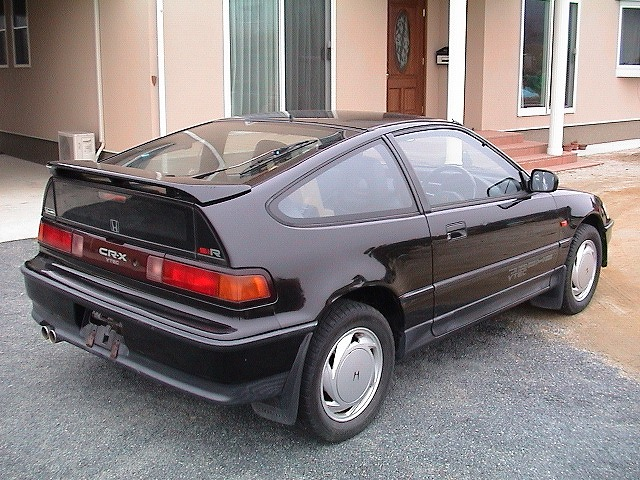
Vista posteriore della seconda serie

La prima serie è restata in produzione sino al 1987, anno in cui ne è stata presentata la seconda, derivata dalla quarta generazione di Honda Civic, con modifiche rilevanti sul frontale con i fari ora a filo della carrozzeria diversamente dalla versione precedente dove erano incassati. Anche la parte posteriore ha subito modifiche importanti, con un rialzamento e con la presenza di uno spoiler.
Le misure dell'auto hanno subito un incremento, passando da un passo di 2.200 mm a uno di 2.300 mm; le misure esterne sono ora di 3.755 mm di lunghezza, 1.675 mm di larghezza e 1.270 mm di altezza.
Per il mercato europeo venne inizialmente commercializzata in versione 1.6i-16 (1600cc iniezione 16 valvole) con motore Dohc ZC da 131 cavalli (D16a9), disponibile anche in versione catalizzata (motore D16z5) con 122 cavalli.
Nella versione più sportiva presente sul mercato europeo, la 1.6Vt, montava un sofisticato motore aspirato da 1.6 litri di cilindrata; equipaggiato con 16 valvole a doppio albero a camme, VTEC (fasatura variabile delle valvole brevettata dalla Honda), era capace di erogare potenza di 150 cavalli a 7600 giri. Per il mercato interno giapponese venne realizzata una versione con motore potenziato a 160 CV, denominata SiR. Questa versione differiva dalla 1.6i-16 in moltissimi altri particolari, non solo quindi nella parte motoristica. Esteticamente il frontale è completamente rinnovato, nuovo paraurti con predisposizione per i fendinebbia, nuovo cofano motore con una pronunciata bombatura centrale, fari anteriori di maggiori dimensioni. Il retrotreno della vettura è caratterizzato da fari con un nuovo design e uno spoiler più alto. Gli interni della vettura in versione Vtec sono inconfondibili, caratterizzati da sedili in pelle nera con cucuture rosse e ricamo recante la scritta: "CRX Vtec".
Anche il telaio della vettura viene adeguato alle prestazioni superiori del 1.6 Vtec, i dischi anteriori ora sono da 262mm (in luogo dei precedenti 242mm), le pinze freno anteriori più potenti e la pompa freno di dimensioni più generose (ora da 1 pollice), anche la taratura delle sospensioni è specifica con molle di carico maggiore.
L'aerodinamica consentiva al motore di spingerla fino a 215 km/h.
L'auto era equipaggiata nella versione più completa con chiusura centralizzata, aria condizionata, interni in pelle, vetri elettrici, specchietti elettrici, tetto apribile elettrico.
Nel 1991 c'è stato un leggero restyling che ha modificato la versione priva di Vtec. Le auto prodotte a partire da questa data hanno infatti nuovi paraurti (in particolare l'anteriore più somigliante alla versione Vtec), fanaleria anteriore e posteriore con un nuovo design (i fari posteriori uguali al Vtec), interni rinnovati in molti dettagli ed in particolare nel rivestimento dei sedili anteriori. Nel restyling sono state conservati 2 tratti caratteristici del modello, ovvero la piccola bombatura sulla sinistra del cofano anteriore (ispirata alle altre vetture che utilizzano il motore Honda Zc) e lo spoiler posteriore in materiale plastico non verniciato.

## Terza generazione: CRX "del Sol"

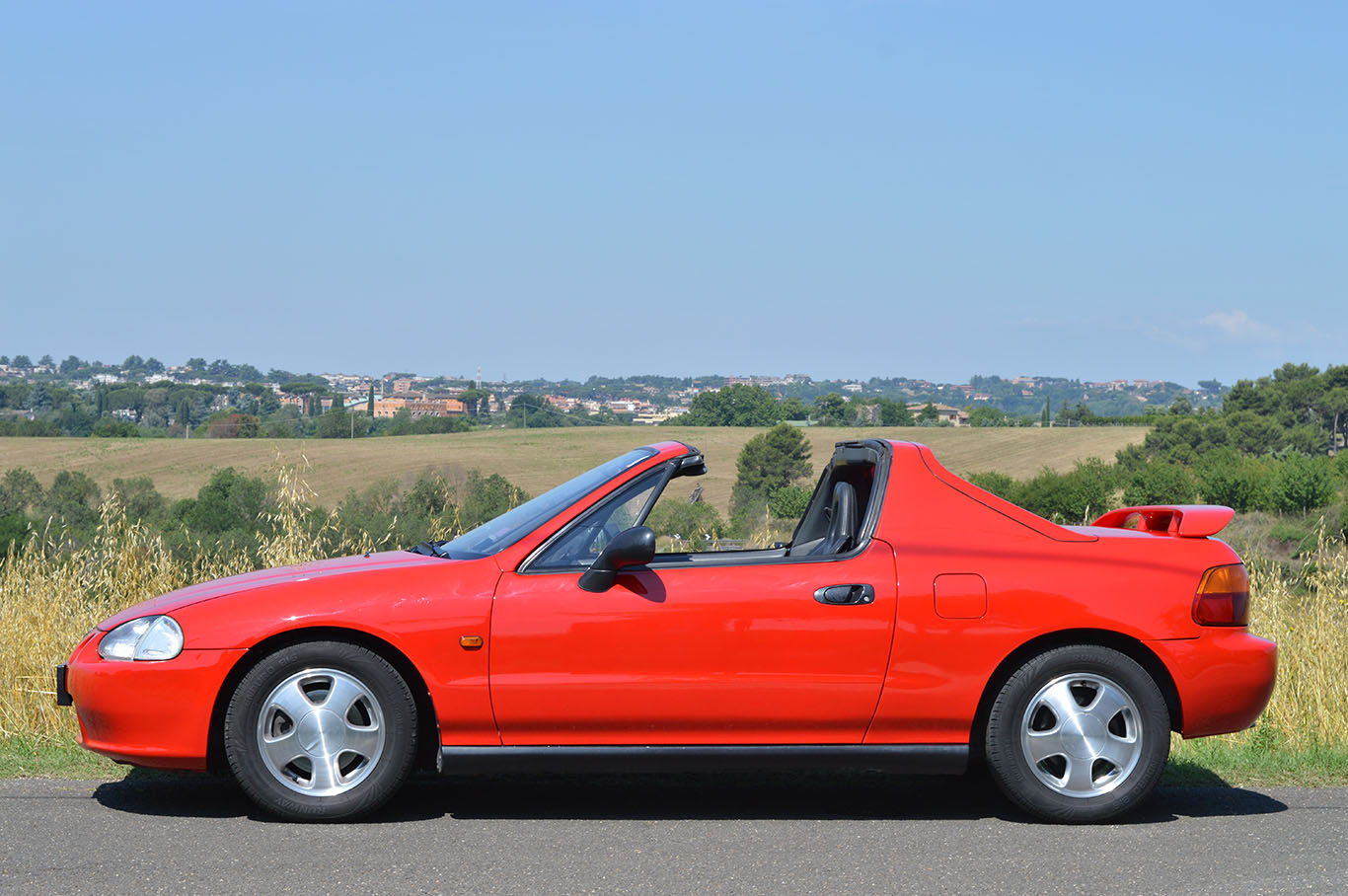
Honda CRX "del Sol"

A partire dal 1993 la Honda introdusse sul mercato la terza serie della CRX, denominata CRX "del Sol"; decisamente diversa nel design, essendo divenuta una due posti Targa. Era disponibile anche un sistema di stoccaggio del tetto automatico, chiamato TransTop: il pannello del portellone si sollevava ed estendeva dei ganci che, una volta allacciati, traevano il tettuccio all'interno del vano. L'apparato portava il peso da 1080 a 1160 kg.

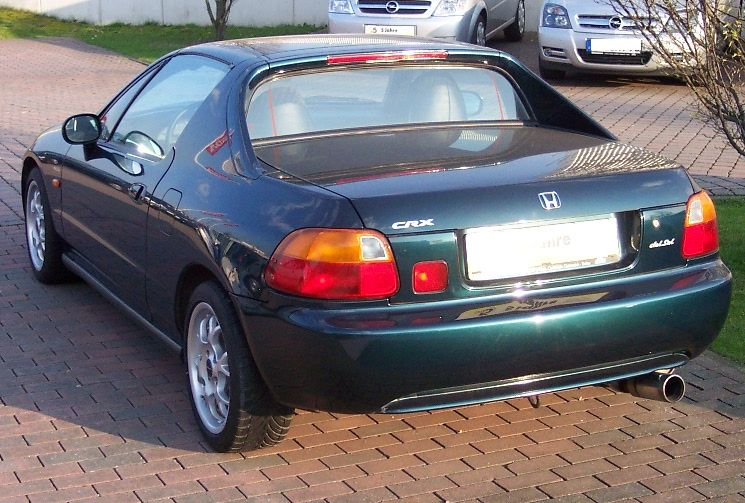
Posteriore della "del Sol"

Altra caratteristica era rappresentata dal lunotto posteriore ascendente, come un normale vetro laterale, capace di conferire un look cabrio alla vettura il cui montante posteriore assumeva il ruolo di rollbar.
Apprezzata in USA specie per il basso prezzo rispetto alle più blasonate sportive europee, non lo fu altrettanto in Europa soprattutto per il suo costo elevato (importata col nome Civic CRX), venne commercializzata in Italia in due versioni: ESi con motore 1.6 da 125  CV e VTi col 1.6 VTEC da 160  CV.
Le misure dell'auto hanno subito un incremento rispetto alla serie precedente, passando da un passo di 2.300 mm a uno di 2.370 mm; le misure esterne sono ora di 4.005 mm di lunghezza, 1.695 mm di larghezza e 1.255 mm di altezza.
La produzione terminò nel 1998 senza un'erede diretta; per vedere un'altra coupé simile nel listino Honda si dovette attendere il 2010 con la presentazione della Honda CR-Z.

## Motorizzazioni
| Anni      | Modello     | Cilindrata cm³ | Codice | kW (CV)   | Mercato | Coppia               | Velocità max km/h | Accelerazione 0-100 (s) |
| 1983–1985 | 1.5i        | 1.488          | AF     | 74 (100)  | Europa  | 130 Nm a 5500 min−1  | 190               | 8.9 s                   |
| 1986–1987 | 1.6i 16V    | 1.590          | AS     | 92 (125)  | Europa  | 140 N·m a 5500 min−1 | 202               | 8.1 s                   |
| 1987–1992 | 1.6 16V     | 1.590          | ED9    | 91 (124)  | Europa  | 140 N·m a 5700 min−1 | 205               | 8.5 s                   |
| 1987–1992 | 1.6 16V     | 1.590          | ED9    | 96 (130)  | Europa  | 143 N·m a 5700 min−1 | 207               | 8.6 s                   |
| 1990–1992 | 1.6i-VTEC   | 1.595          | EE8    | 110 (150) | Europa  | 144 N·m a 7100 min−1 | 215               | 7.2 s                   |
| 1992–1998 | 1.6ESi      | 1.590          | EH6    | 92 (125)  | Europa  | 142 N·m a 5200 min−1 | 190               | 9.3 s                   |
| 1992–1998 | 1.6VTi-VTEC | 1.595          | EG2    | 118 (160) | Europa  | 150 N·m a 7000 min−1 | 210               | 7.9 s                   |